# Chiconcuac de Juárez
Chiconcuac de Juárez è un comune del Messico, situato nello stato di Messico.